# Pita de les Moluques meridionals
La pita de les Moluques meridionals (Erythropitta rubrinucha) és una espècie d'ocell de la família dels pítids (Pittidae) que habita els boscos de les illes de Buru i Ceram, al sud de les Moluques.